# ABA 게임스
ABA 게임스(ABA Games)는 일본의 비디오 게임 개발사의 하나로, 게임 디자이너 초 켄타(長 健太) 홀로 구성되어 있다. 오픈 소스 프리웨어로 이용 가능한 ABA 게임스의 작품들은 이 장르의 클래식 게임으로부터 종종 영감을 받은 진행형 슈팅 게임들이다. 이 회사의 게임들은 스타일있는 레트로 그래픽, 혁신적인 게임플레이 기능 및 모드를 갖추고 있다. 이 창작품들은 최고의 인디 게임으로 호평을 받고 있으나 초 켄타 자신을 포함한 일부 비평가들은 상업화하기에는 너무 단순하다고 느낀다.
초는 1980년대 어린 시절 동안 취미로 컴퓨터 게임을 만들기 시작했다. 대학교를 떠나 도시바와 함께 멀티미디어 연구개발에서 커리어를 추구하였고 시간이 날 때마다 게임 개발을 계속하였다. 긍정적인 반응을 얻은 ABA 슈팅 게임 Noiz2sa (2002)은 그가 해당 장르에 집중할 수 있게 격려해 주었다. 개발자의 게임은 오리지널 윈도우 버전에서부터 macOS, 리눅스, 그리고 다양한 휴대용 게임기로까지 이식되었다.